# Будённовка (Кыргызстан)
Будённовка (кирг. Будённовка) — село в Ысык-Атинском районе Чуйской области Кыргызстана. Входит в состав Кочкорбаевского айылного аймака.

## География
Село расположено на севере центральной части области, к северу от Западного Большого Чуйского канала, на расстоянии приблизительно 4 километров (по прямой) к востоку от города Кант, административного центра района. Абсолютная высота — 734 метра над уровнем моря.

## Население
Согласно оценочным данным Национального статистического комитета Кыргызской Республики, численность населения села на начало 2023 года составляла 3804 человека.
| год     | 2009 | 2014 | 2015 | 2020 | 2021 | 2023 |
| ------- | ---- | ---- | ---- | ---- | ---- | ---- |
| человек | 3604 | 3149 | 3116 | 3304 | 3744 | 3804 |